# Os postorbitaire

Crâne de Dromaeosaurus. L'os postorbitaire est en bleu foncé.

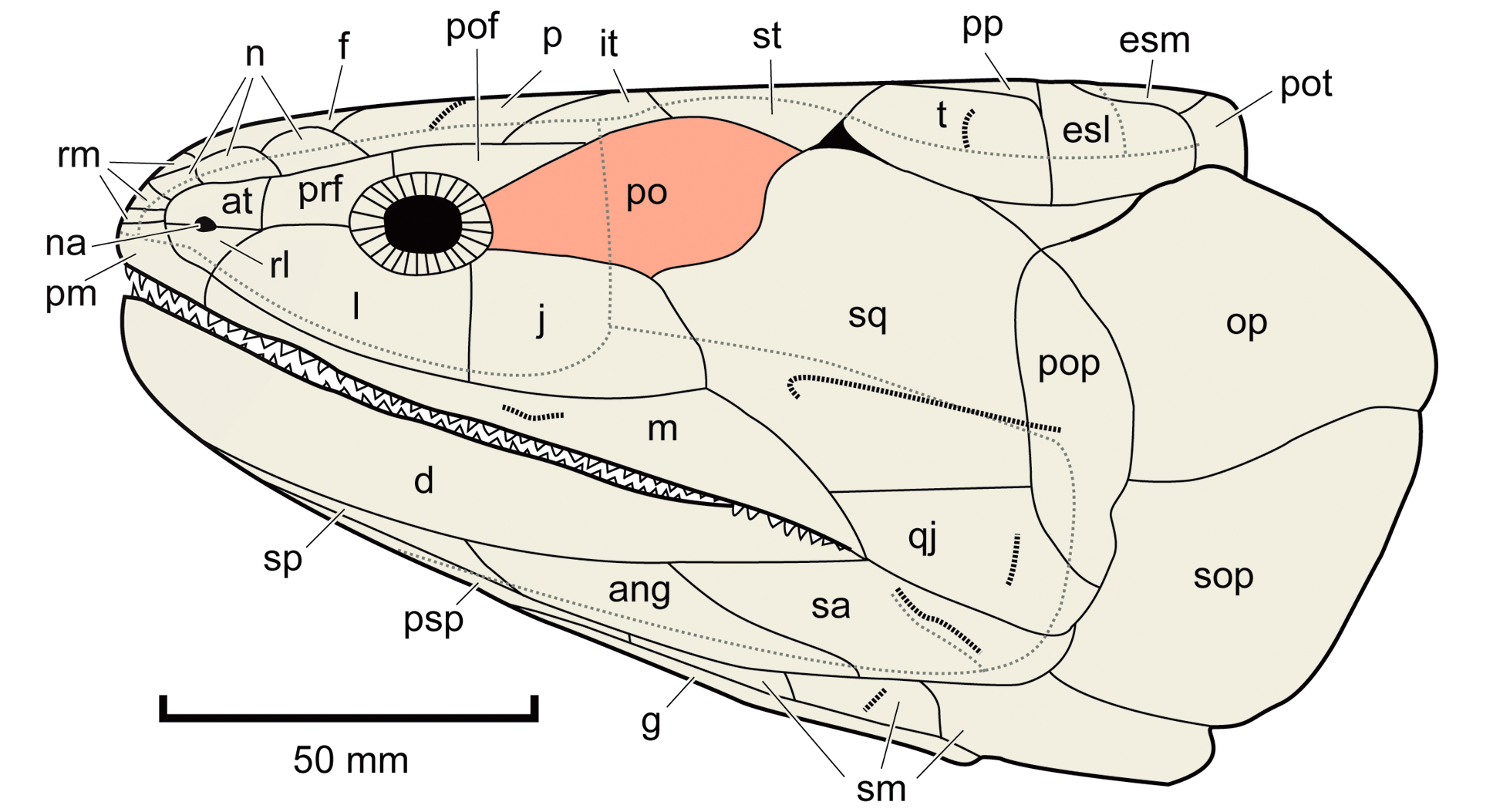
Dessin du crâne dEusthenopteron, une lignée représentative des vertébrés terrestres, avec marquage postorbitaire (rouge).

L'os postorbitaire est un os du crâne de certains vertébrés (dont euteleostomi) généralement situé entre l'os postfrontal et l'orbite. C'est un os de couverture dermique de la paroi latérale du crâne à la transition vers la calotte dorsale, qui est impliqué dans le bord arrière de l'orbite (orbite). En tant que tel, il fait partie de la série circumorbitale des os crâniens dermiques. Dans les dessins de crâne zoologiques et paléontologiques, l'os postorbitaire est généralement désigné par l'abréviation Po ou po.
Les os postorbitaires de tous les Tetrapodomorpha (vertébrés terrestres - groupe de la couronne + parents fossiles les plus proches) peuvent certainement être homologuées entre elles. En revanche, on peut se demander si l'élément osseux appelé os postorbitaire de certains poissons à nageoires rayonnées, par exemple le bichir, est homologue à celui des Tetrapodomorpha.

## Amphibiens
Dans le plan de base du tétrapode, l'os postorbitaire est ventralement et caudoventralement en contact avec le jugale et le squamosal, et caudodorsalement avec le supratemporal. Dorsalement il peut confiner au pariétal, mais il n'est pas rare qu'il en soit séparé par un intertemporal. Rostrodorsal il est en contact avec le postfrontal.
Alors que chez les amphibiens fossiles (Temnospondyls, etc.), un os postorbital est généralement présent, il est complètement réduit chez les amphibiens modernes (Lissamphibia). Chez la grenouille et les amphibiens à queue (Batrachia), la réduction s'accompagne d'un élargissement de l'orbite. Les amphibiens rampants (Gymnophiona) ont un crâne très compact, mais les enquêtes sur les séries ontogénétiques montrent que dans ce groupe également, l'os postorbital n'est pas fusionné avec le squamosal ou tout autre os crânien voisin, mais que cet os n'est pas créé du tout.

## Amniotes

Postorbitaire gauche du tyrannosauridé Daspletosaurus en vue latérale (A) et médial (B) vue.

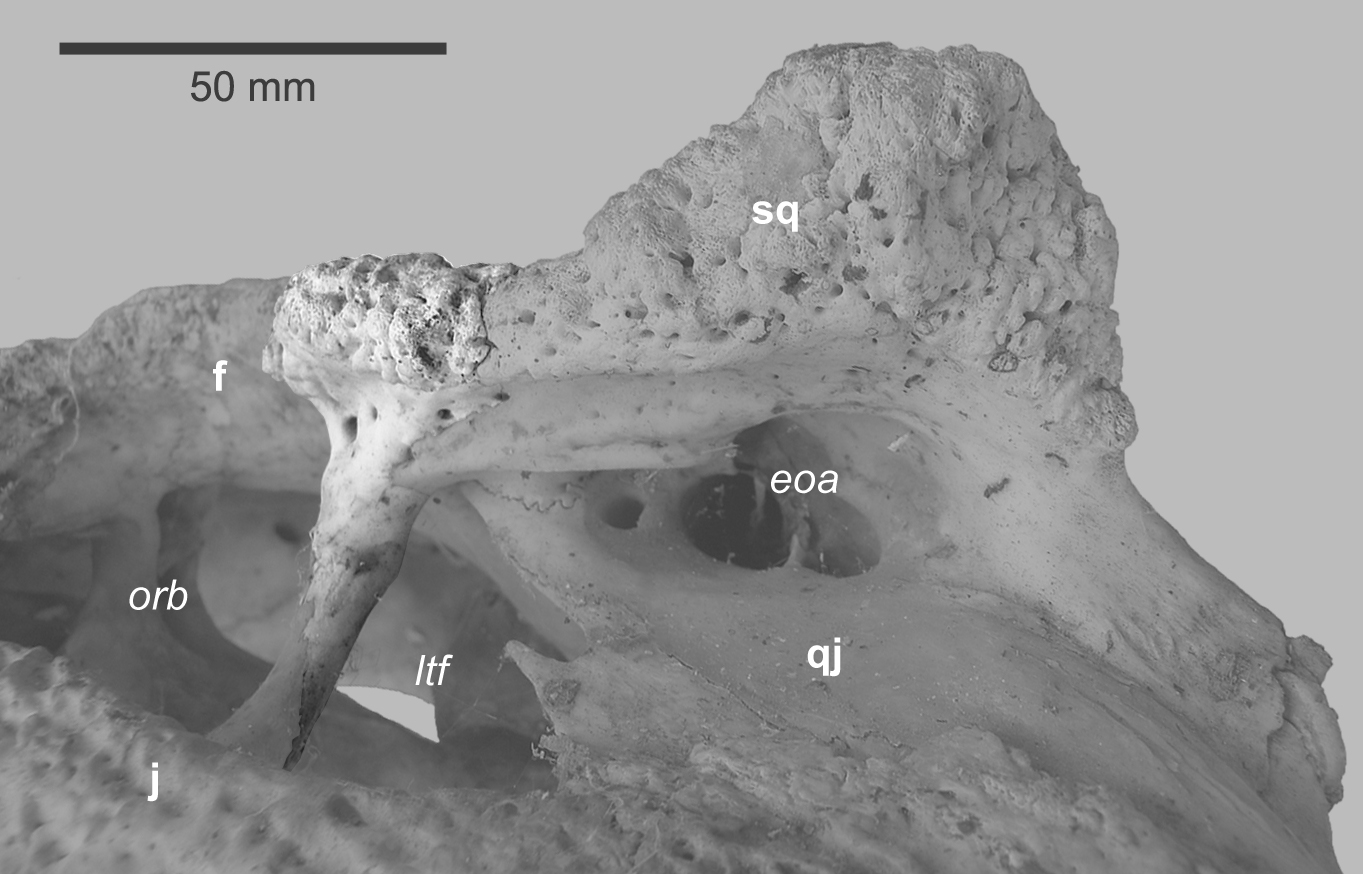
Partie arrière du crâne d'un crocodile en vue du côté gauche avec accent visuel de l'os postorbital. Notez la morphologie de l'os, typique des crocodiles, avec une «tige» cylindrique non sculptée (faisant partie de l'arc postorbitaire) et une «tête» sculptée.

Tant dans le plan corporel de base des amniotes que dans le crâne probablement secondairement anapside de la tortue, il y a un os postorbital qui est toujours en contact avec le pariétal. Dans les diapsides avec un crâne fenestré, il est généralement approximativement à trois rayons (triradié), les trois rayons ou branches étant perpendiculaires les uns aux autres : les branches médiale et ventrale ainsi que les branches pariétales ou Jugale les bords antérieurs des deux fenêtres temporales et la branche caudale ainsi qu'un rayon rostral du squamosal forment l'arc temporal supérieur. La crête osseuse formée par la branche ventrale du postorbitaire et la branche dorsale de la jugale est également le bord postérieur de l'orbite et est appelée arc postorbitaire. Chez les archosaures, le postorbitaire est souvent fusionné avec le postfrontal. La partie ventrale de la branche médiale est alors typiquement en contact avec la paroi latérale de la capsule cérébrale (latérosphénoïde ou pleurosphénoïde   mentionné) en contact. Le contact de la branche médiale avec le pariétal peut être réduit. C'est souvent le cas chez les crocodiles, chez qui la postorbitaire est en forme de champignon, avec une tige cylindrique non sculptée (rayon ventral) et une partie dorsale sculptée en forme de parapluie impliquée dans le calvarium dorsal postérieur en forme de table et ses parties médiale et les branches caudales relatives sont courtes.
Également chez les représentants avec un crâne euryapside et dans les synapsides basales, le postorbitaire est au moins partiellement impliqué dans le bord antérieur de la fenêtre temporale ou dans la formation d'un arc postorbitaire.
Ni les oiseaux modernes (Neornithes) ni les mammifères n'ont de postorbitaire indépendant. Cependant, l'os est toujours présent chez de nombreux oiseaux mésozoïques. Dans la lignée menant aux mammifères, il est réduit chez les cynodontes non mammifères "supérieurs". L'arc post-orbitaire (très probablement secondaire) de certains groupes de mammifères (hyrax, musaraignes, primates, chevaux), est formé en proportions alternées par le frontal, le pariétal et le jugal. 